# Bert te Wildt
Bert Theodor te Wildt (* 1969 in Dortmund) ist ein deutscher Psychiater.

## Leben
Von 1991 bis 1998 studierte er Humanmedizin an der Universität Witten/Herdecke (1993 Physikum, 1994 erstes Staatsexamen, 1994 United States Medical Licensing Exam, Step 1, 1996 zweites Staatsexamen, 1997 United States Medical Licensing Exam, Step 2, 1998 drittes Staatsexamen). Seit 2018 ist er Chefarzt der Psychosomatischen Klinik Kloster Dießen. Seit 2019 ist er außerplanmäßiger Professor an der Medizinischen Fakultät der Ruhr-Universität Bochum.

## Schriften (Auswahl)
- Medialität und Verbundenheit. Zur psychopathologischen Phänomenologie und Nosologie von Internetabhängigkeit. Berlin 2010, ISBN 978-3-89967-609-9.
- Medialisation. Von der Medienabhängigkeit des Menschen. Göttingen 2012, ISBN 3-525-40460-3.
- Digital Junkies. Internetabhängigkeit und ihre Folgen für uns und unsere Kinder. München 2015, ISBN 3-426-27656-9.
- mit Timo Schiele: Burn on – immer kurz vorm Burn Out. Das unerkannte Leiden und was dagegen hilft. München 2021, ISBN 3-426-27848-0.